# سنگ چخماق (بسطام)
سنگ چخماق (انگلیسی: Sang-i Chakmak) سکونت‌گاهی باستان‌شناختی از دوران نوسنگی است که در یک کیلومتری شمال روستای بسطام در استان سمنان قرار دارد. در این محوطه گذار از فاز نوسنگی بدون سفال به نوسنگی با سفال در حدود هزارهٔ هفتم پیش از میلاد را به خوبی می‌توان دید.
فازهای اولیهٔ تپه‌های سنگ‌چخماق تنها سکونت‌گاه شناخته‌شده از دوران نوسنگی بدون سفال در شرق زاگرس
در است.
سنگ‌چخماق از دو تپه تشکیل شده‌است که هر کدام دارای ۵ فاز استقراری بوده‌اند.
در تپه غربی تعدادی پشته و همچنین بقایای بناهایی به شکل مستطیل هر کدام شامل سه اتاق پیدا شده‌است که کاربرد مسکونی و احتمالاً مذهبی داشته‌اند.
از یافته‌ها در این محوطه می‌توان به جایگاه آتش به مساحت یک متر مربع، نوعی اجاق روی سکو در بخش میانی خانه (که از اتاق میانی با چند پله قابل دسترسی است)، و سکوی تخت مانند در بعضی اتاق‌ها اشاره کرد. از آنجا که خاکستر اجاق دست‌نخورده و خارج‌نشده‌است، باستان‌شناسان بر این باورند که آتشِ آتشدان مقدس بوده‌است. روی کف لکه‌های قرمز رنگی احتمالاً برای تزئین ایجاد شده بوده‌است. یکی از خانه‌ها (بنای شمارهٔ ۱۰) پی سنگی دارد. دیوارهای خانه‌ها از گل به ضخامت متوسط ۵۰ سانتی‌متر هستند که در بعضی جاها به یک متر هم می‌رسد. در وسط دیوارها هم یک پشت‌بند ساخته شده‌است.
در تپهٔ شرقی، که حدود ۱٫۰۰۰ سال پس از تپهٔ غربی مسکون بوده‌است هم بقایای بناهایی با چند اتاق پیدا شده‌است که دیوارهایشان اندود کاهگل دارد. جنس دیوارها از چینه به ضخامت ۷۰ سانتی‌متر است. در محوطهٔ باز دو کوره به شکل نیم‌دایره (به قطر ۱۷۰ سانتی‌متر و ۱۲۰ سانتی‌متر) و یک کورهٔ تقریباً دایره شکل (به قطر ۵۰ سانتی‌متر) پیدا شده‌است.
در این محوطه گذار از فاز نوسنگی بدون سفال (تپهٔ غربی) به نوسنگی با سفال (تپهٔ شرقی) در حدود هزارهٔ هفتم پیش از میلاد را به خوبی می‌توان دید و معرف دورهٔ تحول مهمی در مسیر تکامل مدنیت است.